# Liste des épisodes de Farscape
Cette page présente la liste des épisodes de la série télévisée Farscape.
Attention : cette liste est basée selon l'ordre de production des épisodes, et non selon l'ordre de leur diffusion en France, qui correspond à l'ordre de leur diffusion au Royaume-Uni et qui diffère, par contre, de l'ordre de leur diffusion aux États-Unis.

## Liste des épisodes

### Première saison (1999-2000)
1. La Voie mystérieuse (Premiere)
2. Rencontre d'un certain type (I, E.T.)
3. Génésie (Exodus from Genesis)
4. Le Cristal (A throne for a loss)
5. La Boucle temporelle (Back and back and back to the future)
6. La Planète Sykar (Thank God it's friday again)
7. Gilina (P.K. tech girl)
8. Les Vieux Démons du passé (That old black magic)
9. Le Généticien fou (DNA mad scientist)
10. Chacun son secret (They've got a secret)
11. Naissance d'un vortex (Till the blood runs clear)
12. Le Flax (The flax)
13. Rapsody in blue (Rapsody in blue)
14. Jeremiah Crichton (Jeremiah Crichton)
15. Le Retour de Durka (Durka returns)
16. Que feraient-ils ? (A human reaction)
17. De l'autre côté du miroir (Through the looking glass)
18. Virus (A bug's life)
19. Le Greffon (Nerve)
20. Le Voleur de mémoire (The hidden memory)
21. La Calcivore (Bone to be wild)
22. Les Liens de l'espace (Family ties)

### Deuxième saison (2000-2001)
1. La Fin d'un monde (Mind the baby)
2. Vitas mortis (Vitas mortis)
3. Le Pouvoir de la pierre (Taking the stone)
4. Clarté dangereuse (Crackers don't matter)
5. Nos pires années (The way we weren't)
6. De l'autre côté du miroir (Picture if you will)
7. Famine (Home on the remains)
8. Le Procès (Dream a little dream)
9. Changement de corps (Out of their minds)
10. Les 3 Crichton (My three Crichtons)
11. À la recherche de la princesse : Rien qu’un baiser [1/3] (Look at the princess: A kiss is but a kiss - Part 1)
12. À la recherche de la princesse : Je pense donc j’agis [2/3] (Look at the princess: I do I think - Part 2)
13. À la recherche de la princesse : Dénouement [3/3] (Look at the princess: The maltese Crichton - Part 3)
14. La Chasse est ouverte (Beware of the dog)
15. Faux retour (Won't get fooled again)
16. Le Médaillon (The locket)
17. L'Odieuse Vérité (The ugly truth)
18. Les Colliers de contrôle (A clockwork nebari)
19. Les Armes, l'argent et les mensonges : Un plan compliqué [1/3] (Liars guns and money: A not so simple plan - Part 1)
20. Les Armes, l'argent et les mensonges : Une équipe formidable [2/3] (Liars guns and money: With friends like these - Part 2)
21. Les Armes, l'argent et les mensonges : Plan B [3/3] (Liars guns and money: Plan B - Part 3)
22. Fatale Dichotomie (Die me dichotomy)

### Troisième saison (2001-2002)
1. Saison de la mort (Season of Death)
2. Soleils et amants (Suns and Lovers)
3. Quand la roue tourne [1/2] (Self-Inflicted Wounds : Could'a Would'a Should'a - Part 1)
4. Quand la roue tourne [2/2] (Self-Inflicted Wounds : Wait for the Wheel - Part 2)
5. Différentes Destinations (Different Destinations)
6. Mange-moi (Eat Me)
7. Les Risques du mensonge (Thanks for Sharing)
8. Mauvaise Passe (Green-Eyed Monster)
9. Temps perdu (Losing Time)
10. Mauvais Contact (Relativity)
11. Incubateur (Incubator)
12. Fusion (Meltdown)
13. Extraction mortelle (Scratch 'n' Sniff)
14. Possibilités infinies [1/2] (Infinite Possibilities: Daedalus Demands - Part 1)
15. Possibilités infinies [2/2] (Infinite Possibilities: Icarus Abides - Part 2)
16. La Vengeance de l'ange (Revenging Angel)
17. Le Choix (The Choice)
18. Fractures (Fractures)
19. Synchronisation (I-Yensch You-Yensch)
20. Dans l'antre du lion [1/2] (Into the Lion's Den: Lambs to the Slaughter - Part 1)
21. Dans l'antre du lion [2/2] (Into the Lion's Den: Wolf in Sheep's Clothing - Part 2)
22. Reflet trompeur (Dog With Two Bones)

### Quatrième saison (2002-2003)
1. Ça bouge là-dedans (Crichton Kicks)
2. Dans la poussière de l'oubli [1/2] (What Was Lost : Sacrifice - Part 1)
3. Dans la poussière de l'oubli [2/2] (What Was Lost : Resurrection - Part 2)
4. Les Merveilles de la lave (Lava's A Many Splendored Thing)
5. Promesses (Promises)
6. Élection naturelle (Natural Election)
7. Jeu de rôle (John Quixote)
8. On a toujours besoin d'un plus petit que soi (I Shrink Therefore I Am)
9. Crime de préfet (A Prefect Murder)
10. Coup d'État au mollusque (Coup by Clam)
11. Continuum incertum (Unrealized Reality)
12. Kansas (Kansas)
13. Terra Firma (Terra Firma)
14. Absorption spirituelle (Twice Shy)
15. Combat mental (Mental As Anything)
16. Balise à bord (Bringing Home the Beacon)
17. Une constellation de doutes (A constellation of doubt)
18. La Prière (Prayer)
19. La Souricière [1/3] (We're so screwed : Fetal Attraction - Part 1)
20. La Souricière [2/3] (We're so screwed : Hot to Katratzi - Part 2)
21. La Souricière [3/3] (We're so screwed : La Bomba - Part 3)
22. Mauvais Timing (Bad timing)